# Avrig
Avrig (în dialectul săsesc Frek, Fraek, în germană Freck, Fryk, în maghiară Felek) este un oraș în județul Sibiu, Transilvania, România, format din localitatea componentă Avrig (reședința), și din satele Bradu, Glâmboaca, Mârșa și Săcădate. Are o populație de 14.260 locuitori și a fost atestat documentar în anul 1364, fiind declarat oraș la 25 aprilie 1989.

## Geografie
Localitatea Avrig este amplasată la poalele Munților Făgăraș, pe valea Oltului, la o altitudine de aproximativ 400 de metri. Este străbătută de șoseaua națională DN1, fiind amplasată la circa 26 de kilometri de Sibiu. Situat într-un adevărat amfiteatru natural, în care relieful se înalță și coboară de la 2500 la 350 de metri, Avrigul este caracterizat de un complex fizico-geografic variat, atât ca structură geologică cât și ca aspect morfologic.
Latura sudică este străjuită de crestele Făgărașilor, numiți de geograful francez Em. de Martonne „Alpii Transilvaniei”, vârfurile Suru (2281m), Budislavu (2371m), Ciortea (2426m) și Scara (2308m).
La nord, Avrigul are ca vecini comuna Șelimbăr și comuna Nocrich, delimitate de Muchia Chirmovului, Dealul Nucului și Măgura. La est, Avrigul se învecinează cu Porumbacu de Jos, râul Racovicioara, în partea stângă a Oltului și Valea Colunului în partea dreaptă a râului. Vecinii vestici sunt comuna Racovița și orașul Tălmaciu .

## Istoric
Cele mai vechi descoperiri de pe hotarul localității datează din epoca bronzului (1700-800 î.Hr.), fiind descoperit la locul numit „Cetate”, un vas tipic acestei perioade. Lipsesc urme palpabile din epoca stăpânirii romane; cele câteva monede și pietre au fost aduse aici de Samuel von Brukenthal, pentru a orna cu antichități grădina de vară.
Sat românesc, Avrigul vechi era pitit în îngustimea Râului Mare. Urme de așezări au fost descoperite pe locul numit „La arinii cășilor”, înainte de „ogrăzile avrigenilor”. Avea dăinuire din „terra Blachorum”.
În anul 1367 este menționată o incursiune a domnitorului muntean Vladislav Vlaicu (1364-cca.1377) care ajunge până spre Avrig cu scopul de a-și recăpăta ducatele Făgărașului și Amlașului.
În zona Oltului se găsesc castelele bisericești de la Bradu și Avrig, acesta din urmă fiind fortificat prin rezidiri, în anul 1506.
Sibiul a început să perceapă dări satelor românești de prin anul 1380. Censul transformat din „terragium” apare consemnat în registrele de socoteli ale Sibiului începând cu anul 1468 pentru satele: Avrig, Săcădate, Veștem,Cașolț, Bungard și Rășinari.
În urma epidemiilor de ciumă și a războaielor (1531, 1554, 1573, 1577), unele așezări săsești și-au completat populația cu locuitori români. În această categorie se include și Avrig-ul, pe lângă Bungard, Cârța, Orlat, Săsăuși, Ludoș, Fofeldea sau Topârcea.
Reglementarea propriu-zisă a păstoritului oierilor mărgineni în Țara Românească se face cu începere din 1721, prin întocmirea unui regulament,în care erau prevăzute locurile de vamă, unde se făcea numărarea oilor și eliberarea „țâdulelor”, după achitarea taxelor vamale 1,5 fl., pentru 600 de oi. Numărea oilor se realiza la Turnu Roșu, ”vama cea mare”, sau la Poiana Neamțului de lângă Avrig. Pentru trecerea turmelor se îngăduia oierilor să folosească drumuri largi de 15 stânjeni (30 metri), numite „drumurile oilor”, fără ca proprietarii terenurilor respective să ceară vreo despăgubire.
Printre comunele considerate „pertinentiae” ale Sibiului, cu anumite obligații, era și Avrig, în conformitate cu conscripția din 1712.
Mărirea taxelor vamale, în prima jumătate a secolului al XVIII-lea, ducea la înmulțirea contrabandelor prin munți. În 1721, consilierul cămării aulice aducea la cunoștința Sibiului hotărârea luată în urma conferinței inspectorilor, privind supravegherea și constrângerea plăieșilor avrigeni să-și facă datoria, urmând a fi pedepsiți cei ce nu-și respectau angajamentul. Misiunea plăieșilor fusese ușurată prin delimitarea graniței în Munții Avrigului și Surului de oficialii Sibiului în 1700, la ordinul Curții de la Viena.
În cadrul acțiunii de luptă împotriva aservirii se înscriu împotrivirile avrigenilor și săcădățenilor care, sub scutul directorului fiscal Dobra, refuzau în 1749 să mai presteze servicii preoților de alte confesiuni și să ia parte la plata salariilor învățătorilor de altă limbă.
În privința arhitecturii se evidențiază bisericile de zid, în forma lor tradițională a bisericilor sală, cu pronaos, naos, altar, de cele mai multe ori pătrat, și clopotnița moderat elevată pe verticală, din care fac parte bisericile din: Săliște, Vale, Tilișca, Gura Râului, Rășinari, Mohu, Sadu și Avrig.
La sfârșitul secolului al XVIII-lea, industria manufacturieră era înca modestă, cu toate că obținea unele progrese iar breslele se aflau în curs de transformare. În această perioadă existau la Avrig o moară de hârtie și o țesătorie, precum și o activitate meșteșugărească a sodalilor. Astfel că localitatea intră în cadrul comerțului sau al schimbului mărunt.
În 1892 se inaugurează calea ferată dintre Sibiu și Avrig, iar la 1895 cea dintre Avrig și Făgăraș.
În preajma anului 1900, Avrigul avea 3195 de locuitori din care 2665 erau români iar restul de 530 erau germani și unguri. Tot aici sunt menționate: o fabrică de sticlărie, fondată în 1840 de frații Flossing; o uzină electrică(1908) și o fabrică de cherestea, înființată de George Krauss în 1914.
Între localitățile care s-au evidențiat în războiul pentru independență prin colectarea de scamă, vată, pânză, feșe, bani, etc, s-a numărat și Avrig-ul. Țăranii români au sprijinit efectiv trupele române, din primul război mondial, cu alimente și informații prețioase despre plasamentul inamicului. În frunte cu preoții și învățătorii, sătenii români din Boița, Turnu Roșu, Tălmaciu, Avrig și din alte sate din zona Sibiului au întâmpinat cu mare entuziasm trupele românești care au luptat pe front în lunile august și septembrie 1916.
Preoții Ioan Cândea și Traian Maxim, ambii din Avrig, sunt doar două nume din marele șir al preoților învățători care au avut de suferit de pe urma persecuțiilor statului maghiar din perioada 1916-1918.
La 6 noiembrie 1918 s-a constituit consiliul și garda națională, în Avrig, dar și la Tilișca, Porcești sau Boița.
În urma arondării administrative din 1921 ia ființă județul Sibiu, cuprinzând șașe plăși, având un teritoriu de 3619 km pătrați. În afară de orașele Sibiu și Ocna Sibiului, județul cuprindea 87 de comune, aparținătoare la șase plăși astfel: Plasa Avrig: Boița, Sadu Tălmaciu și Tălmăcel; Plasa Miercurea: Jina, Poiana Sibiului; Plasa Săliște: Săliște, Cacova Sibiului(actual Fântânele), Galeș, Gura Râului, Orlat, Rod, Sibiel, Tilișca, Vale; Plasa Turnișor: Poplaca, Rășinari, Râu Sadului. În anul 1930 se legiferează o nouă organizare administrativă. Plasa Miercurea cuprindea 18 comune; Plasa Săliște, 13 comune; Plășile Avrig și Turnișor se desființează, în locul lor creându-se o singură plasă, cea a Sibiului, căreia i se adaugă alte 20 de comune de pe valea Hârtibaciului și un număr de comune din “mărginime”.
La 13 iunie 1926, s-au pus bazele despărțământului de plasă (ASTRA) al Avrigului, având la constituire 10 membrii pe viață și 9 activi, președinte fiind directorul Școlii Normale, Gheorghe Bedelean.

## Demografie
Componența etnică a orașului Avrig
     Români (86,45%)
     Alte etnii (1,59%)
     Necunoscută (11,96%)
Componența confesională a orașului Avrig
     Ortodocși (82,35%)
     Greco-catolici (1,05%)
     Alte religii (3,95%)
     Necunoscută (12,65%)
Conform recensământului efectuat în 2021, populația orașului Avrig se ridică la 12.534 de locuitori, în scădere față de recensământul anterior din 2011, când fuseseră înregistrați 12.815 locuitori. Majoritatea locuitorilor sunt români (86,45%), iar pentru 11,96% nu se cunoaște apartenența etnică. Din punct de vedere confesional, majoritatea locuitorilor sunt ortodocși (82,35%), cu o minoritate de greco-catolici (1,05%), iar pentru 12,65% nu se cunoaște apartenența confesională.
| Orașul Avrig - evoluția demografică \| \| Graficele sunt indisponibile din cauza unor probleme tehnice. Mai multe informații se găsesc la Phabricator și la wiki-ul MediaWiki. \| Date: Recensăminte sau birourile de statistică - grafică realizată de Wikipedia | |
| | Graficele sunt indisponibile din cauza unor probleme tehnice. Mai multe informații se găsesc la Phabricator și la wiki-ul MediaWiki. |

| Localitatea Avrig, Sibiu - evoluția demografică \| \| Graficele sunt indisponibile din cauza unor probleme tehnice. Mai multe informații se găsesc la Phabricator și la wiki-ul MediaWiki. \| Date: Recensăminte sau birourile de statistică - grafică realizată de Wikipedia | |
| | Graficele sunt indisponibile din cauza unor probleme tehnice. Mai multe informații se găsesc la Phabricator și la wiki-ul MediaWiki. |

## Economie
Fabrica de sticlă Avrig SA, o companie specializată în sticlă suflată cu var, și-a început originile în Avrig în secolul al 17-lea.
Satul Mârșa este sediul Uzinei Mecanica Mârșa, care produce autoremorci și vehicule militare.

## Politică și administrație
Orașul Avrig este administrat de un primar și un consiliu local compus din 17 consilieri. Primarul, Adrian-Dumitru David[*], de la Partidul Național Liberal, este în funcție din 2016. Începând cu alegerile locale din 2024, consiliul local are următoarea componență pe partide politice:
|  | Partid                          | Consilieri | Componența Consiliului | Componența Consiliului | Componența Consiliului | Componența Consiliului | Componența Consiliului | Componența Consiliului | Componența Consiliului | Componența Consiliului |
|  | ------------------------------- | ---------- | ---------------------- | ---------------------- | ---------------------- | ---------------------- | ---------------------- | ---------------------- | ---------------------- | ---------------------- |
|  | Partidul Național Liberal       | 8          |                        |                        |                        |                        |                        |                        |                        |                        |
|  | Partidul Social Democrat        | 4          |                        |                        |                        |                        |                        |                        |                        |                        |
|  | Alianța pentru Unirea Românilor | 3          |                        |                        |                        |                        |                        |                        |                        |                        |
|  | Alianța Dreapta Unită           | 2          |                        |                        |                        |                        |                        |                        |                        |                        |

## Primari

Bustul lui Gheorghe Lazăr
Sculptor: Corneliu Medrea, 1936

- 1990–1996: prof. Vasile Berghea
- 1996[14] - 2000 - Ilie Stoica, de la CDR
- 2000[15] - 2004 - Gheorghe Fraticiu, de la PDSR
- 2004[16] - 2008 - Gheorghe Fraticiu, de la PSD
- 2008[17] - 2012 - Arnold Günter Klingeis, de la FDGR
- 2012[18] - 2016 - Arnold Günter Klingeis, de la FDGR
- 2016[19] - 2020 - David Adrian-Dumitru, de la PNL

## Obiective turistice
- Fortificația medievală de la Avrig-Racovița
- Un cimitir de incinerație daco-roman la Bradu, secolul II–III e.n., unul din cele mai mari de acest fel din țara.
- O așezare rurală daco-romană (de mici dimensiuni), sec.II–III, între Bradu și Săcădate, necercetată arheologic.
- Palatul de vară Brukenthal, construit în 1771 în stil baroc, ca reședință de vară a baronului Samuel von Brukenthal, guvernatorul Transilvaniei.[20][21][22]
- Biserica evanghelică fortificată, construită în 1270–1280 și fortificată în secolul XVI. Portal cu reliefuri figurative.
- Biserica Duminica Floriilor din Avrig, construită în 1762, pictată de Frații Ionașcu și Pana cu fresce interioare și exterioare.
- Muzeul etnografic.
- Casa memorială „Gheorghe Lazăr”.
- Bustul lui Gheorghe Lazăr, operă a sculptorului C. Medrea
- Valea Avrigului - zona turistică ce se întinde de-a lungul râului Avrig. Aici se găsesc numeroase case de vacanță, pensiuni și restaurante, posibilități de cazare, masă, campare. Punctul terminus este Poiana Neamțului cu cabana cu acelasi nume de unde incepe unul din traseele turistice montane.
- Trasee montane – Avrig – Izvorul Florii – Suru – Lacul Avrig – Negoiu – Bâlea
- Trasee montane – Avrig – Poiana Neamțului – Cabana Bârcaciu – Negoiu
- Trasee montane – Avrig – Poiana Neamțului – Cabana Bârcaciu – Lacul Avrig – Suru

## Monumente istorice
| Cod                | Denumire monument                                 |
| ------------------ | ------------------------------------------------- |
| SB-IV-m-B-12616    | Casa lui Gheorghe Lazăr                           |
| SB-IV-m-B-12617    | Mormântul lui Gheorghe Lazăr                      |
| SB-II-m-A-12318.02 | Incintă fortificată, cu turn de poartă, bastioane |
| SB-II-m-A-12319.03 | Podeț cu pachete de șine 2,85 m                   |
| SB-II-m-A-12318.01 | Biserica evanghelică fortificată                  |
| SB-II-a-A-12318    | Linie ferată îngustă                              |
| SB-II-m-A-12319.01 | Școala veche                                      |
| SB-II-m-B-12317    | Biserica evanghelică fortificată                  |
| SB-II-a-A-12319    | Ansamblul bisericii reformate                     |
| SB-II-m-A-12319.02 | Podeț cu pachete de șine 1,95 m                   |
| SB-II-m-A-12319.01 | Castelul / Palatul Brukenthal                     |
| SB-II-m-A-12319.02 | Oranjerie                                         |
| SB-II-m-A-12319.03 | Parc                                              |

## Personalități
- Gheorghe Lazăr - fondatorul învățământului în limba română din București s-a născut și a murit în Avrig. „Casa memorială Gh.Lazăr” din Avrig cuprinde exponate ce au aparținut iluministului ardelean.
- Samuel von Brukenthal - guvernator al Transilvaniei între 1777-1787; printre moștenirile lăsate se numără reședința de vară și parcul baroc din Avrig.
- Vasile Stoica (n. 1 ianuarie 1889 - d. 27 iulie 1959) - diplomat și deținut politic sub regimul comunist. Poze inedite cu diplomatul Vasile Stoica

, ,, .

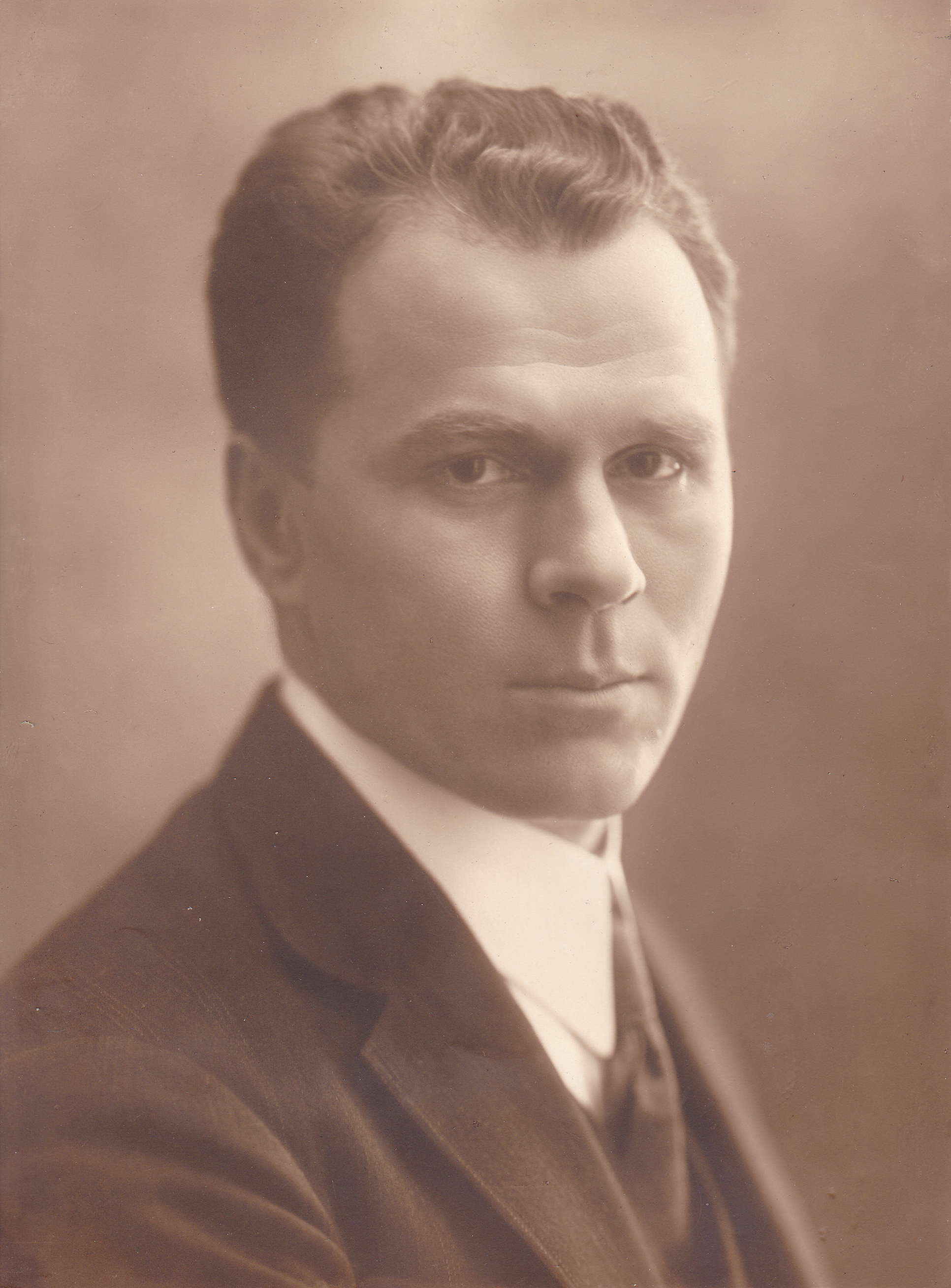
Ambasadorul/Ministrul Vasile Stoica în anii 1940 (Colecția Colonel Gheorghe Popențiu-Sibiu).

- Romulus Cândea (n. 7/19 octombrie 1886 - d. 27 ianuarie 1973)- membru corespondent al Academiei Române, Profesor Universitar la Cluj și Sibiu, istoric; profesor, decan (1923-1924), rector (1925-1926) al universității din Cernăuți, primar al orașului Cernăuți.
- Gheorghe Popențiu (n. 29 martie 1912 - d. 20 octombrie 2000)- Colonel din Batalionul 3 Vânători de Munte, "Prințul Frederic de Hohenzollern", veteran de război, decorat cu medalia "Coroana României", nepot al diplomatului Vasile Stoica[23]. A contribuit la ridicarea bustului lui Gheorghe Lazăr la Avrig[24]

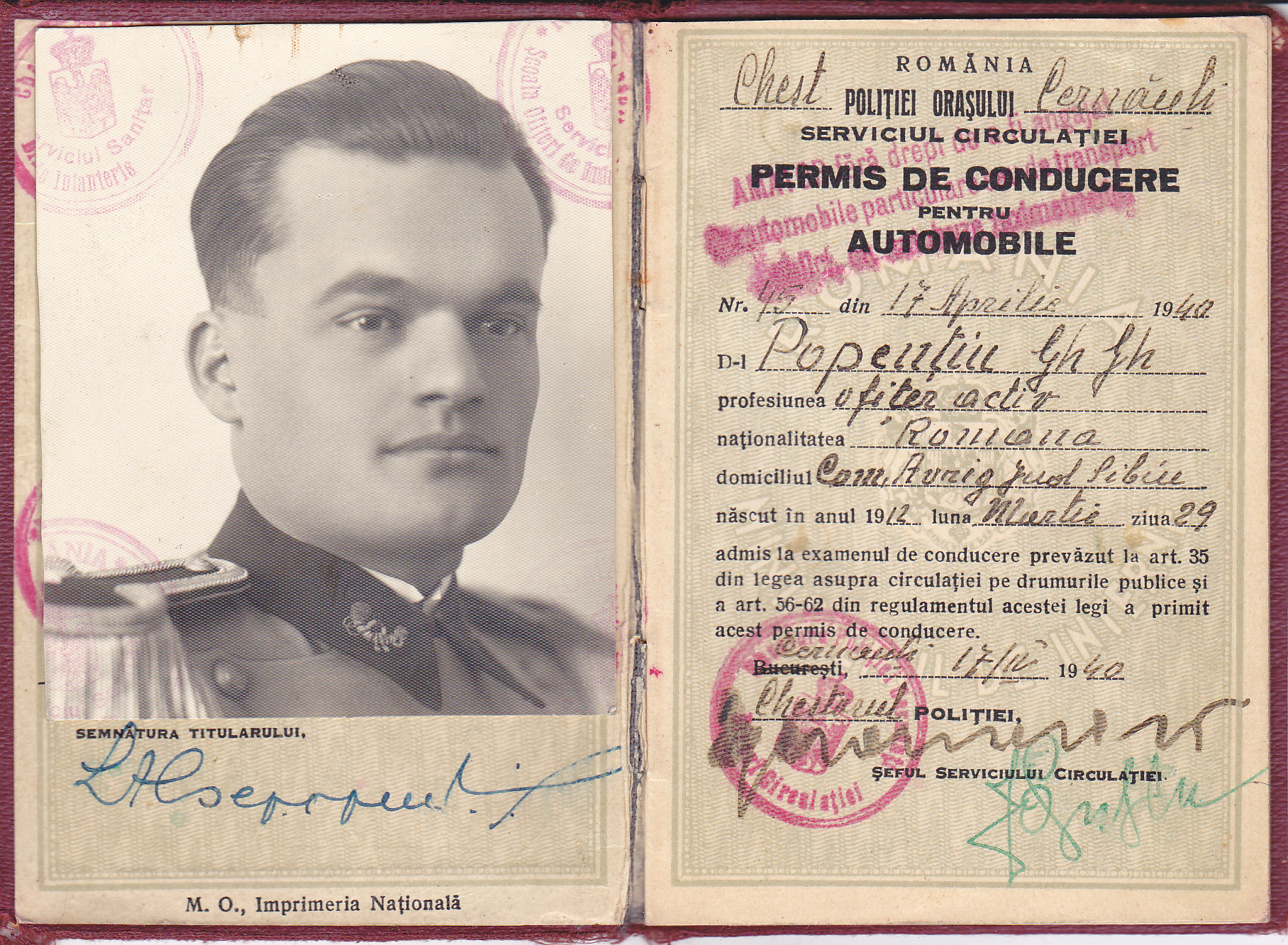
Gheorghe Popențiu
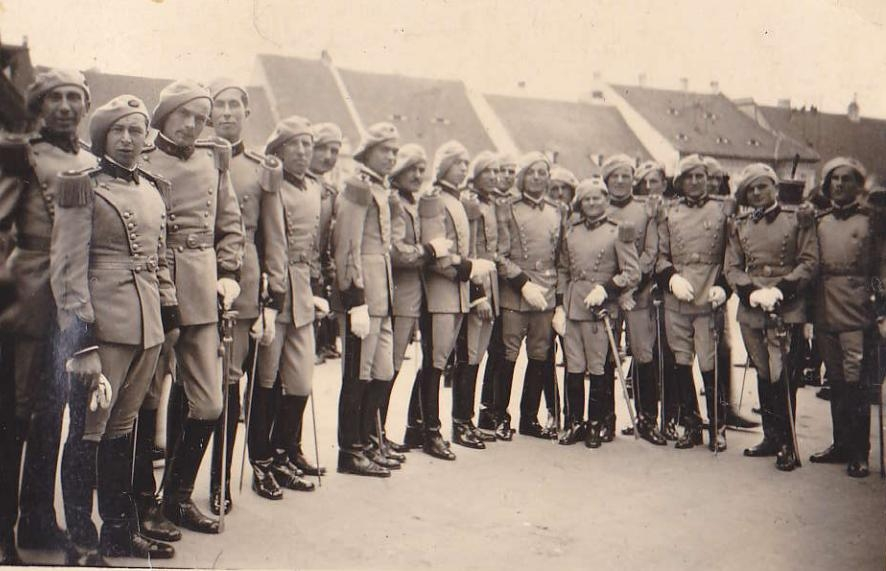
Sublocotenentul Popențiu Gheorghe din Batalionul 3 Vânători de munte „Prințul Frederic de Hohenzollern”
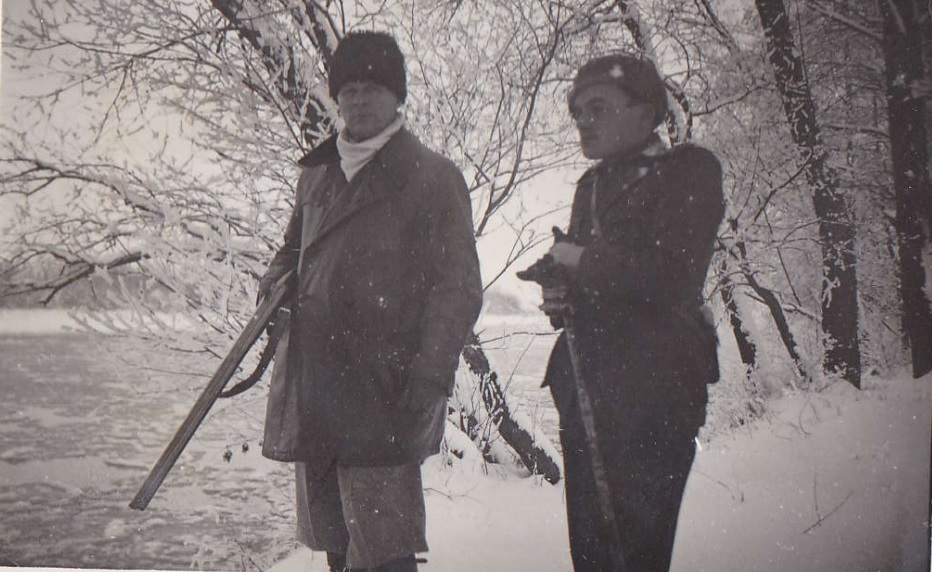
Ambasadorul Vasile Stoica cu Gheorghe Popențiu la vânătoare

- Aurel Cândea  - medic chirurg, a pus împreună cu Victor Babeș bazele clinicii de chirurgie din Timișoara. Bustul său se găsește azi în fața Clinicii de Obstretică și Ginecologie din Timișoara.
- Dumitru Mareș (n. 18 aprilie 1932 - d. 6 noiembrie 1977), profesor universitar, fondator al Facultații de Studii Economice din Timișoara, coordonatorul primului manual românesc de „Economia industriei”
- Cristofor Dancu - publicist
- Augustin Coman - profesor si om politic, primar al orașului Timișoara, între 11.12.1933 - 01.12.1937.
- Aurel Ion Maican - regizor
- Radu Constantinescu (n. 1925 - d. 1988) - preot
- Ilie V. Spiridon (n. 30 iunie 1916 - d. 27 august 1971) - membru al mișcării culturale de la Sibiu în perioada 1940–1942, grupul „Thetis”, a studiat dreptul și teologia, scriitor, a scris proză, teatru, poezie („Cu sufletul Înalt”), a tradus din Rainer Maria Rilke, Heine și Omar Kayyam
- Gheorghe Sîrghie (n. 4 aprilie 1915 - d. 7 februarie 2001), compozitor și dirijor cu o activitate prodigioasă în domeniul muzicilor militare, Membru al Uniunii Compozitorilor și Muzicologilor din România din 1977
- Maria Spiridon - creatoare de artă populară, fondatoarea unei școli de țesut-cusut, a dus faima artei țesutului din Țara Oltului până în S.U.A. și Canada.
- Septimiu Bujor Tatu - deputat FSN în legislatura 1990–1992 (FSN)

## Galerie de imagini

Panoramic al reliefului din Avrig
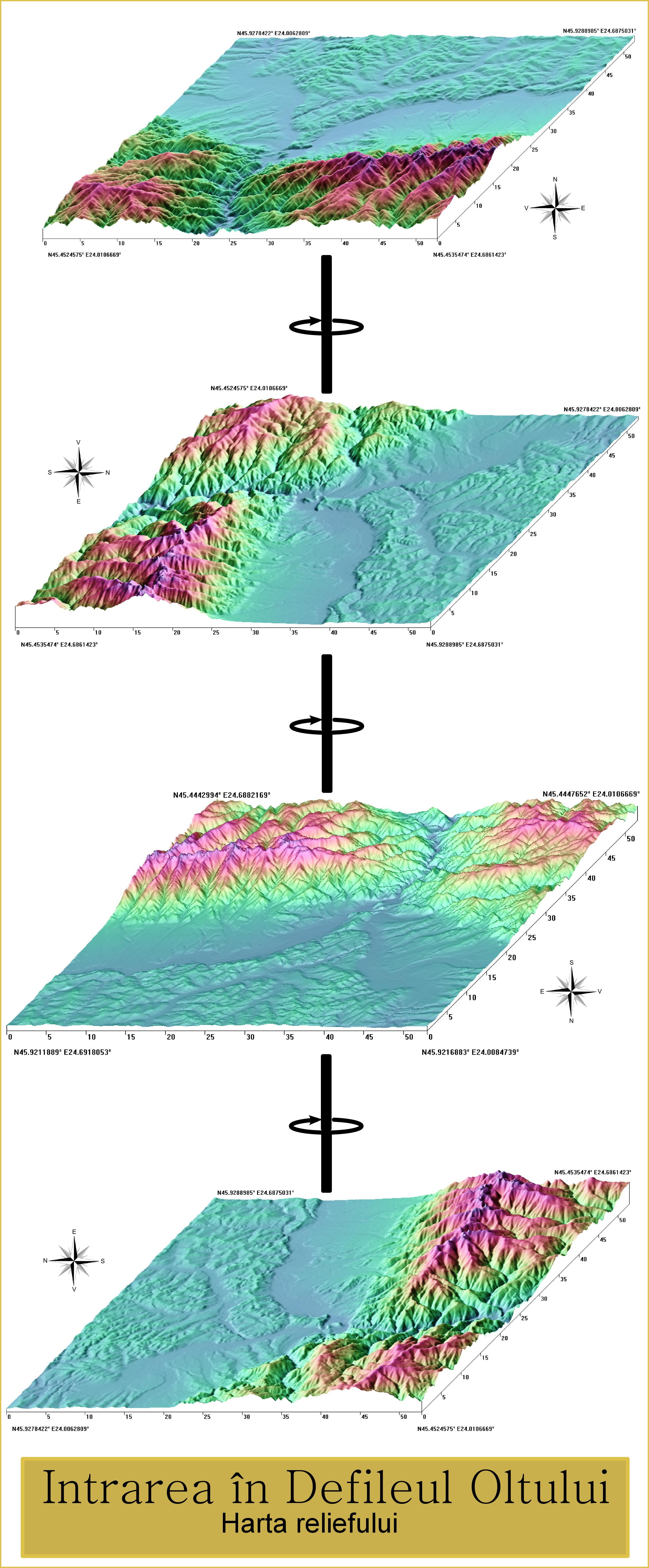
Harta reliefului la intrarea Oltului în defileu
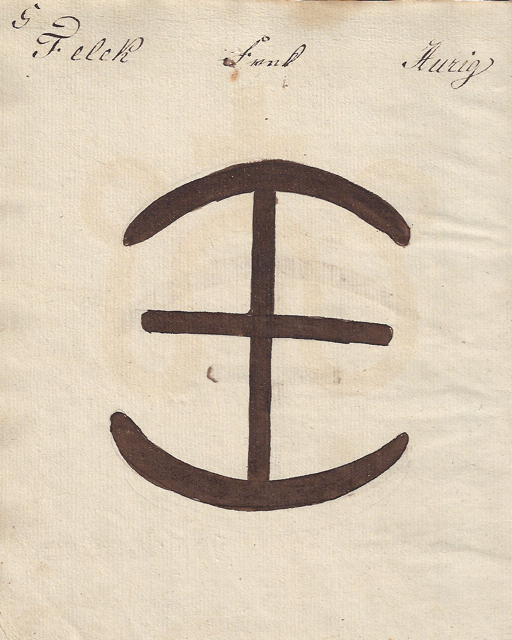
1826 - Danga pentru vitele din Avrig
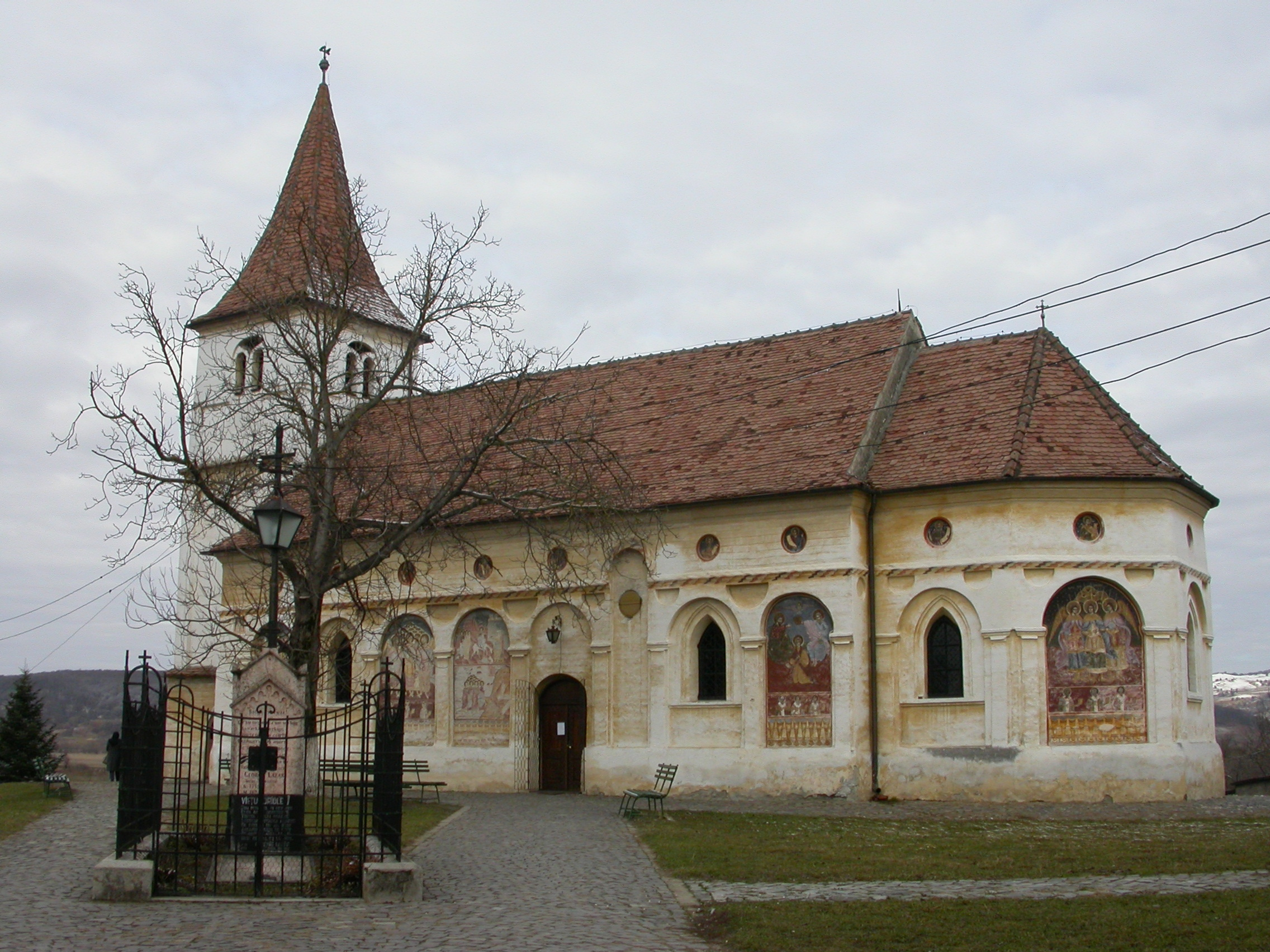
Biserica „Duminica Floriilor" (monument istoric)
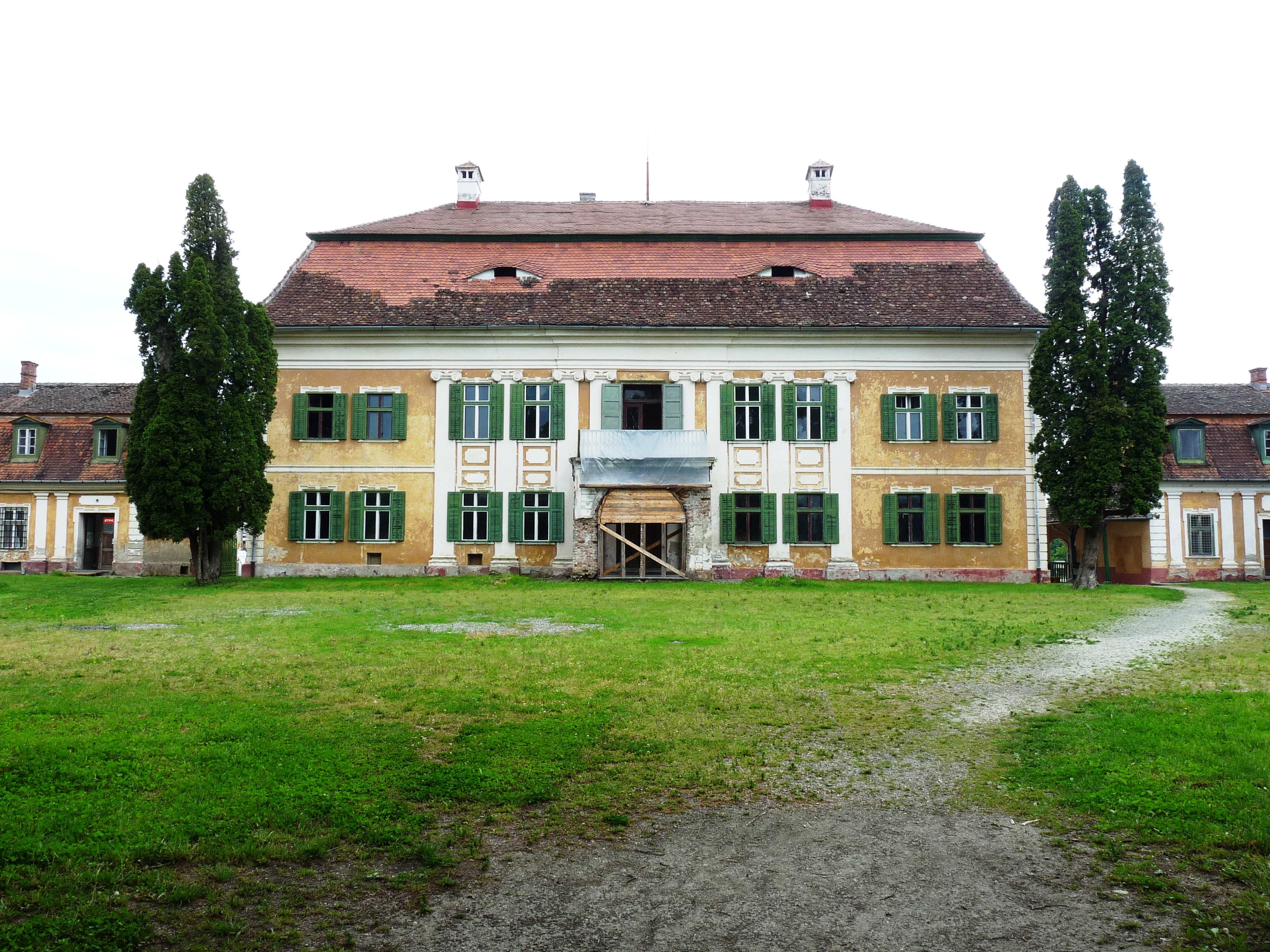
Palatul Brukenthal (monument istoric)
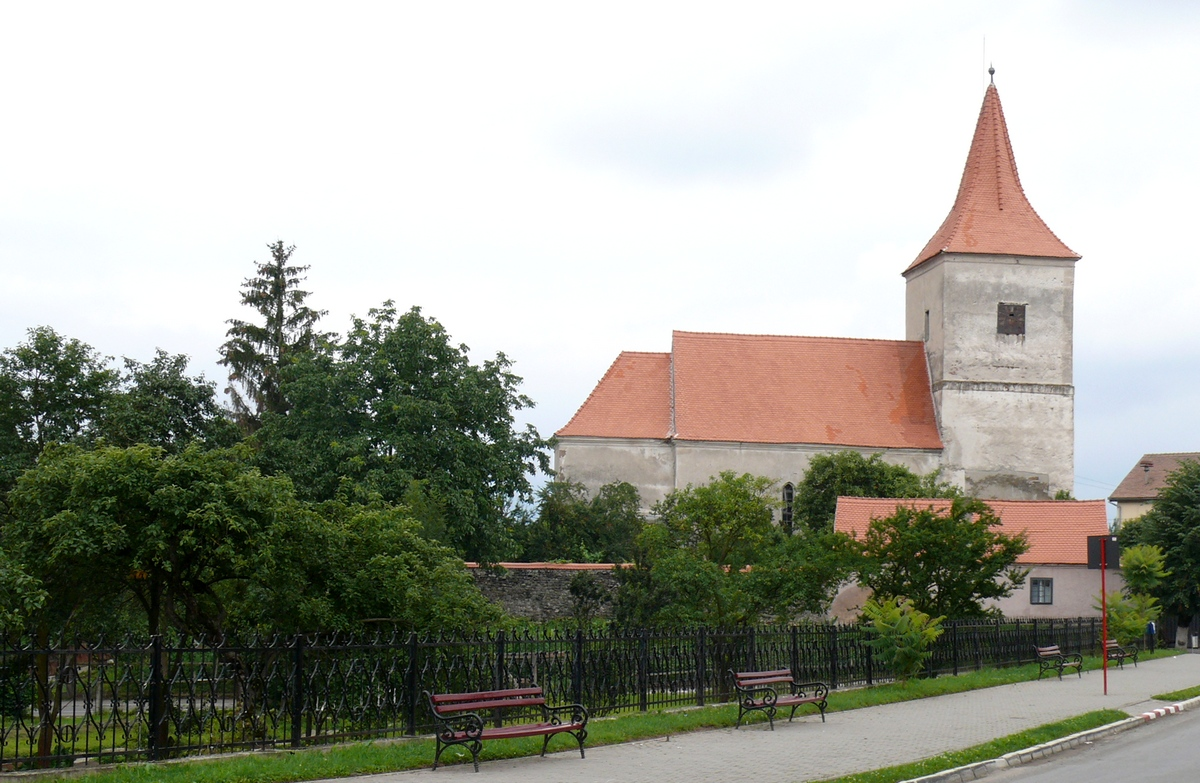
Biserica evanghelică (monument istoric)
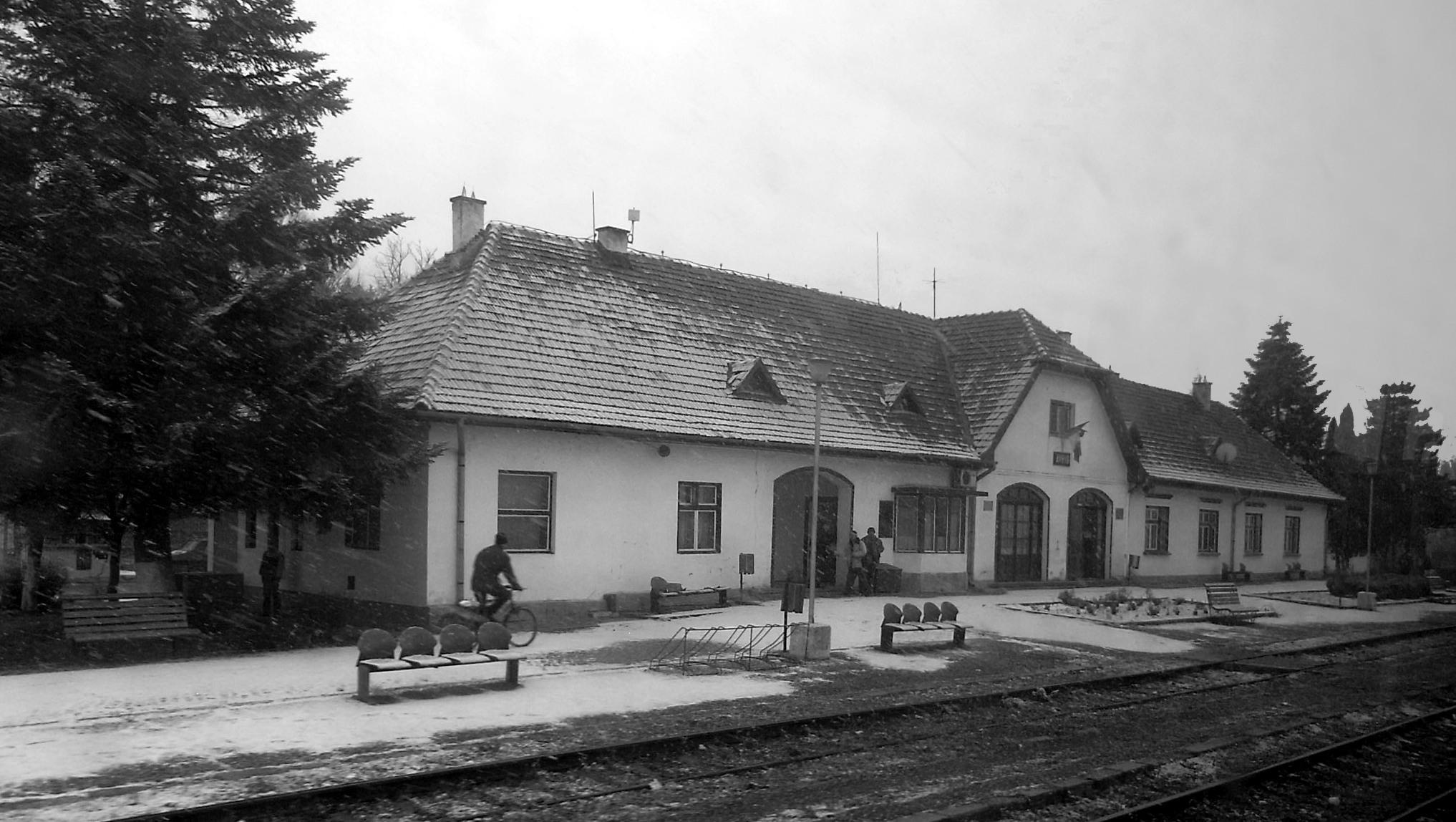
Gara
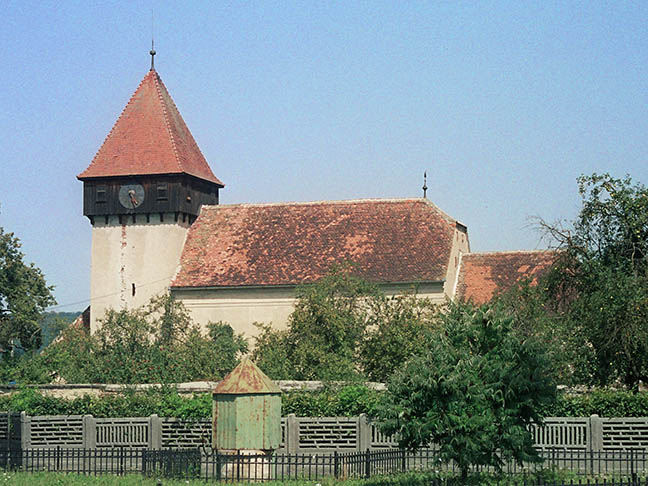
Biserica evanghelică din Bradu
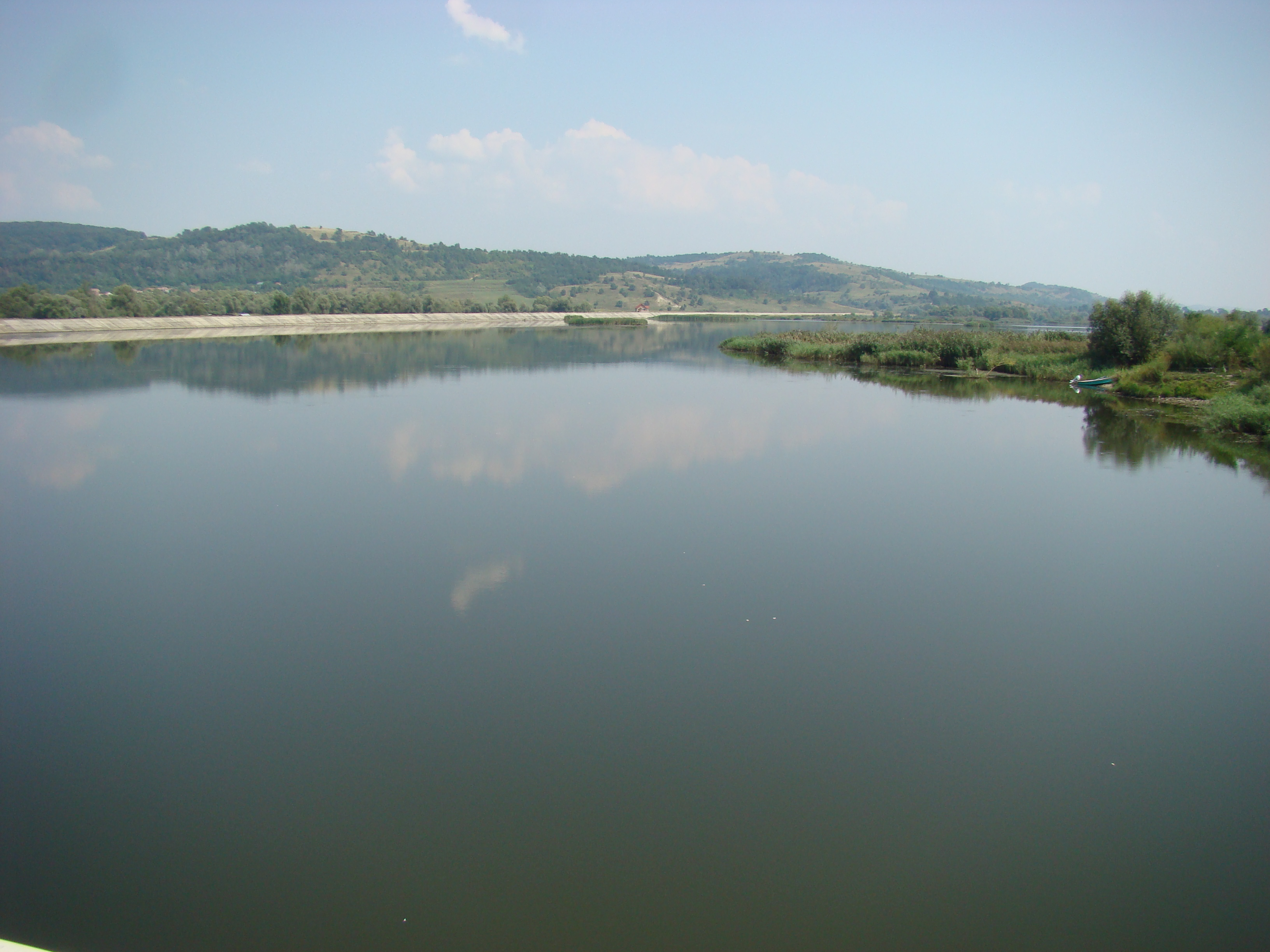
Lac de acumulare pe râul Olt lângă Glâmboaca
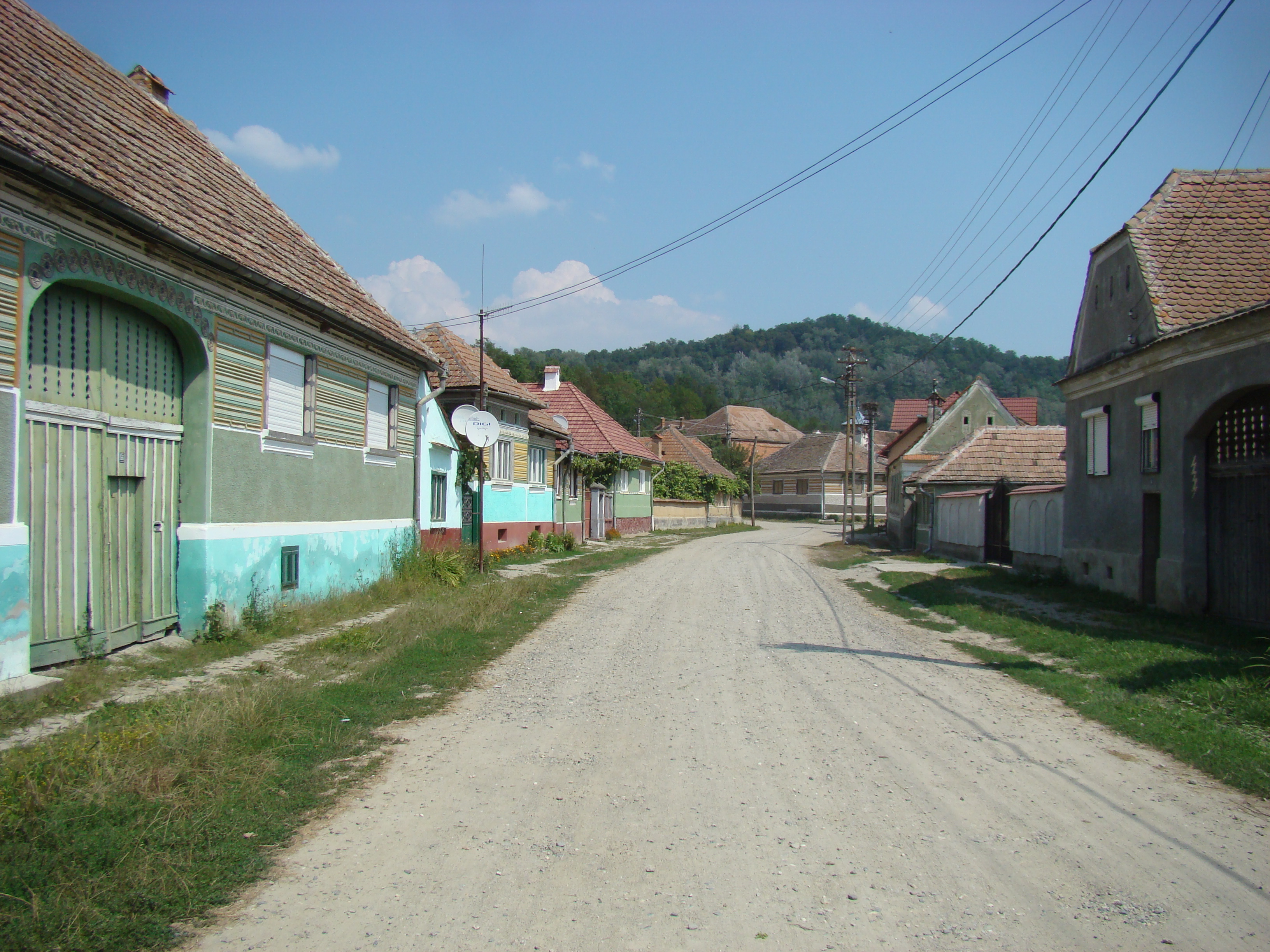
Glâmboaca
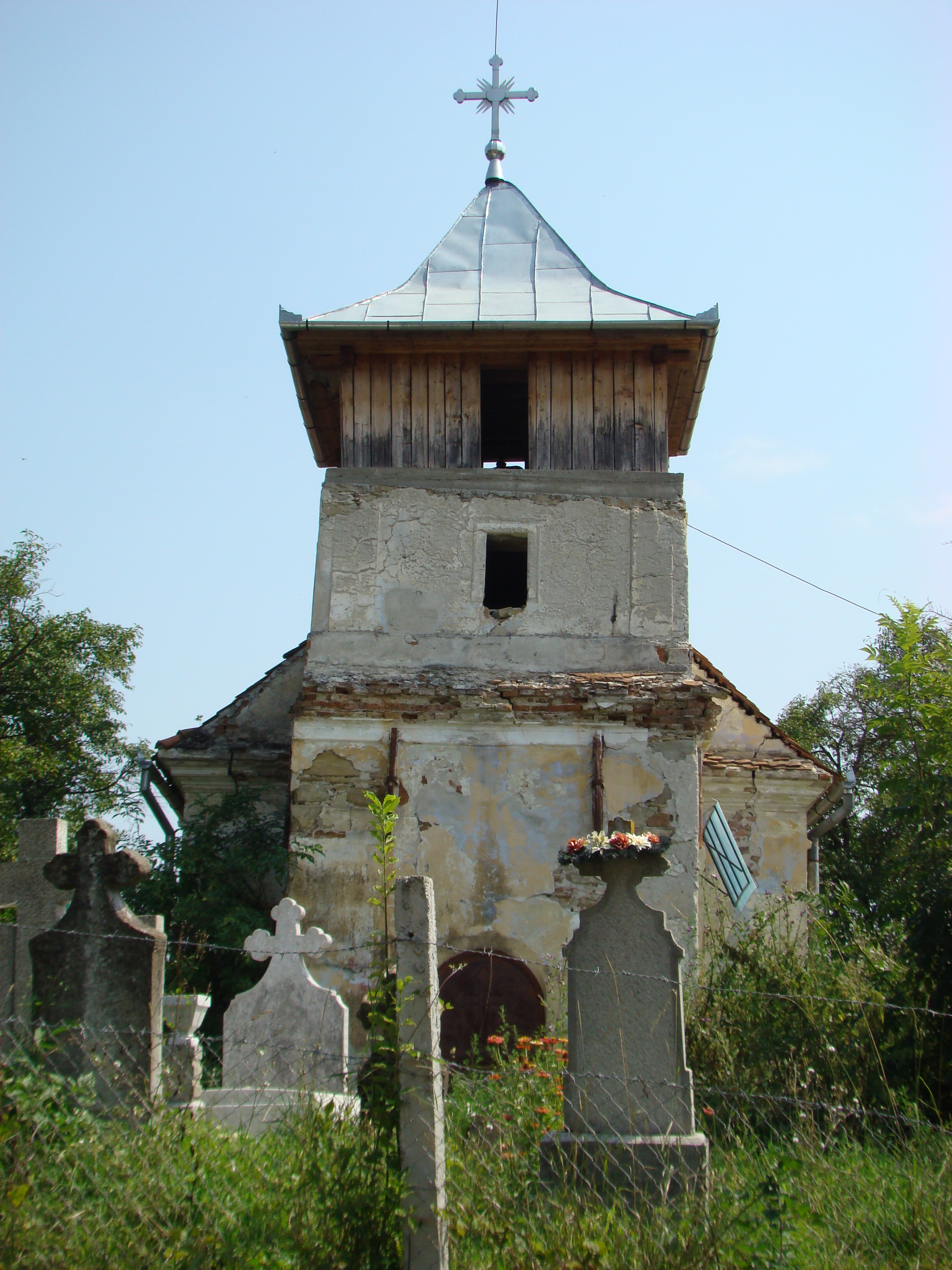
Biserica Cuvioasa Parascheva din Glâmboaca
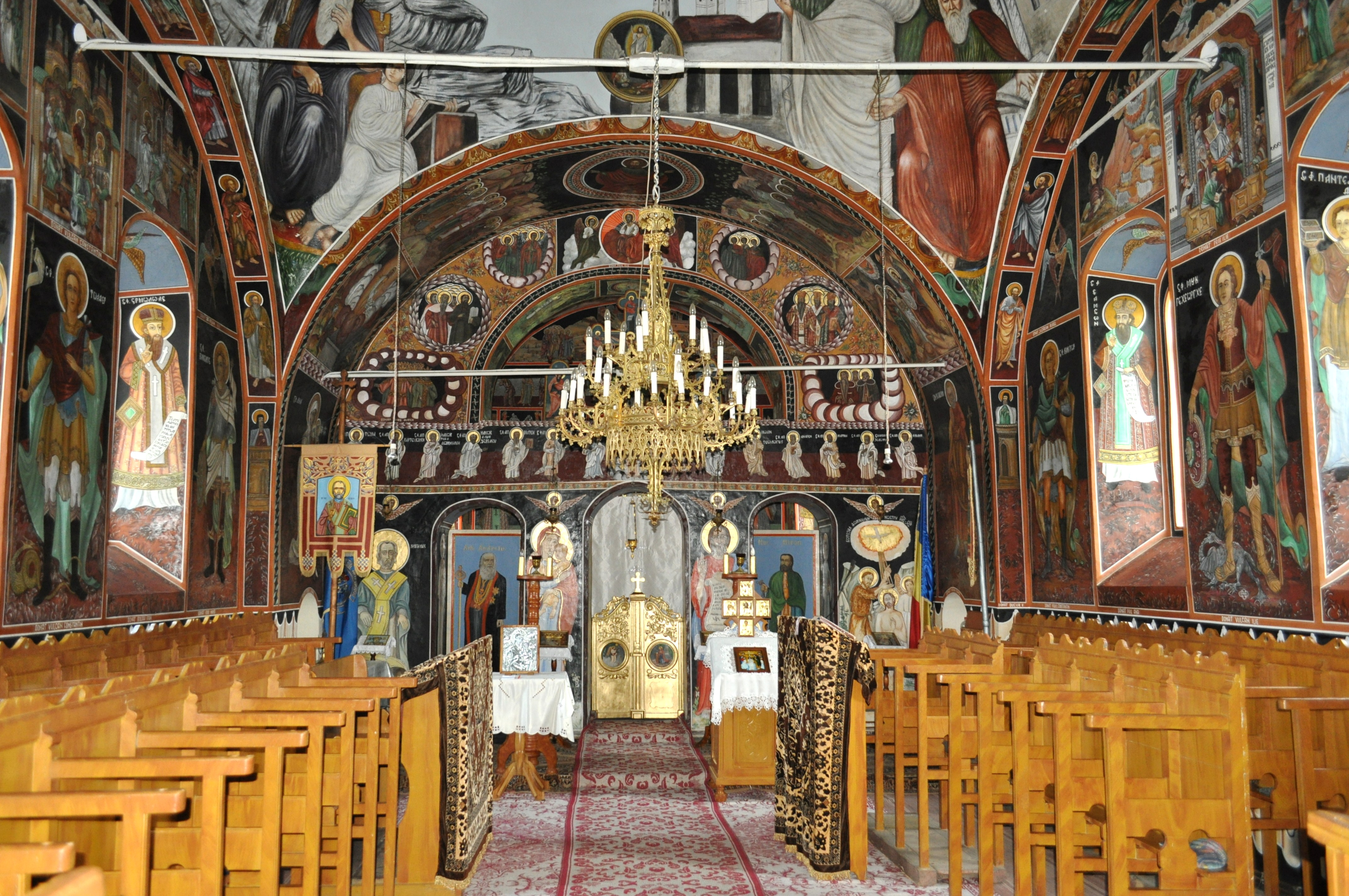
Biserica „Botezul Domnului" din Săcădate (monument istoric)
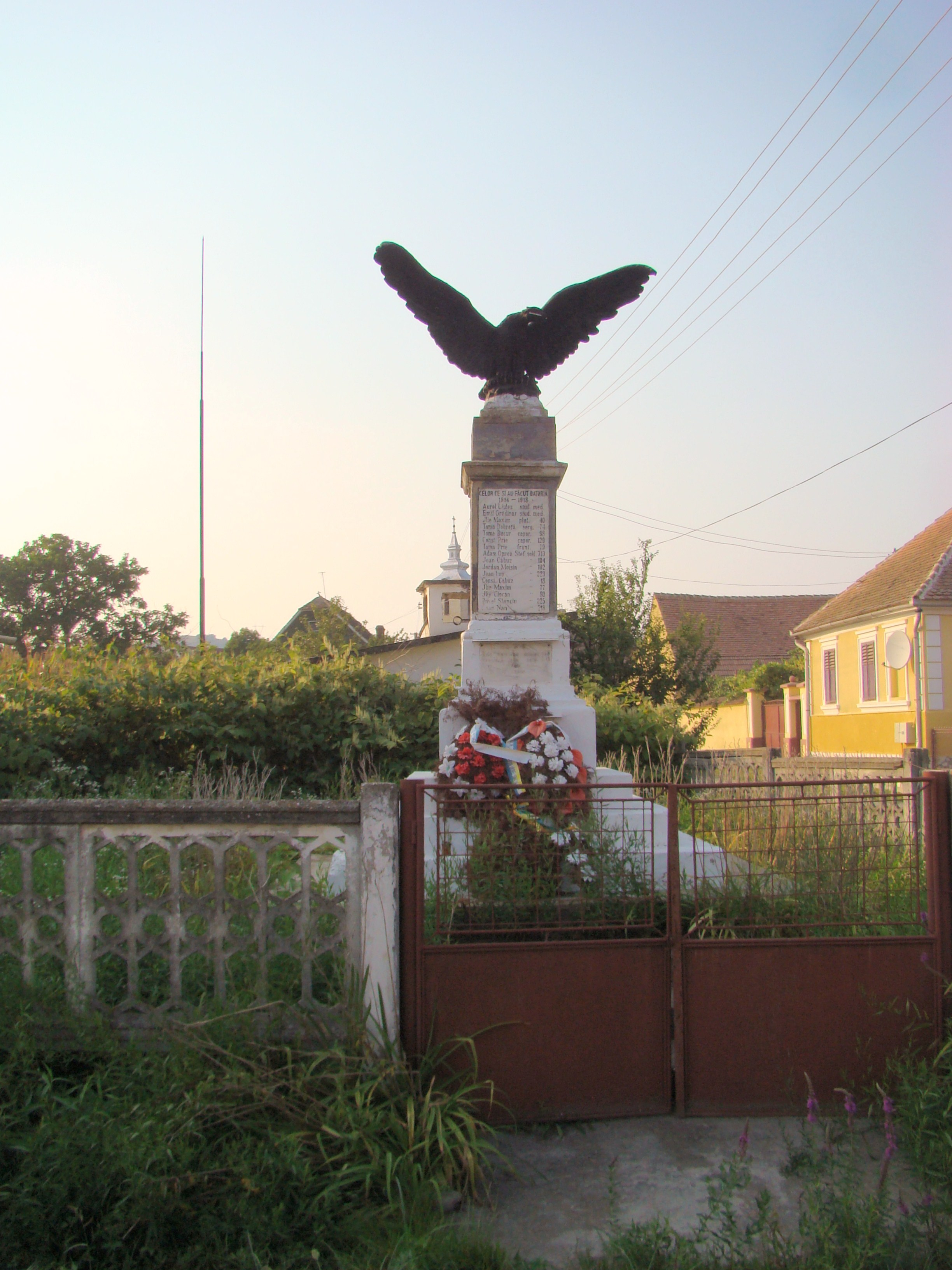
Monumentul eroilor din Săcădate
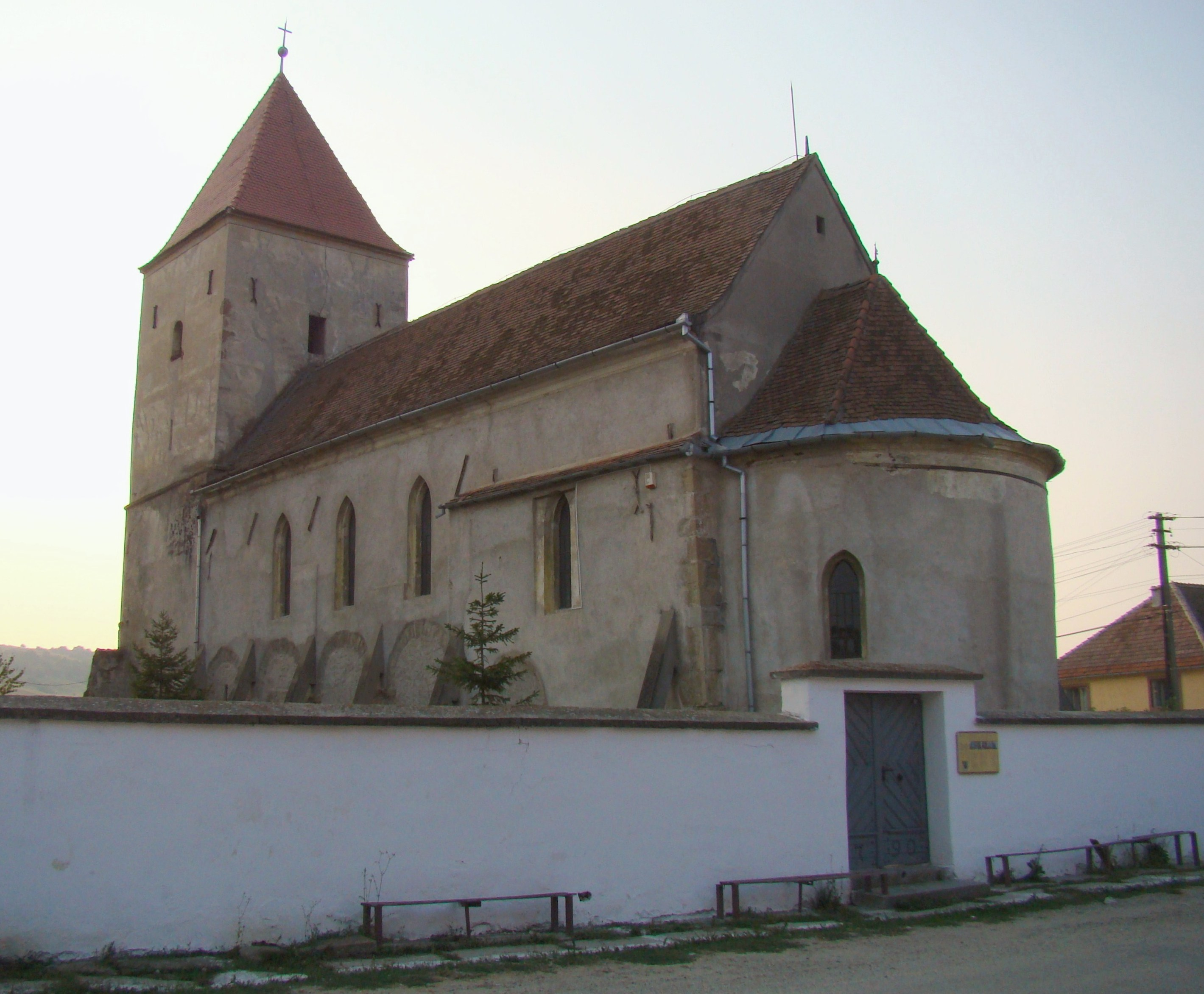
Biserica evanghelică maghiară din Săcădate (monument istoric)